# Regueras de Arriba
Regueras de Arriba es un municipio y villa española de la provincia de León, en la comunidad autónoma de Castilla y León. Cuenta con una población de 264 habitantes (INE 2024).

## Geografía
El municipio de Regueras de Arriba está situado en el sur de la provincia de León, en la margen izquierda del río Órbigo que le sirve de divisoria con La Bañeza, cabeza del partido judicial al que pertenece. El municipio está constituido por dos entidades de población: Regueras de Arriba, localidad donde se ubica el ayuntamiento, y Regueras de Abajo. El acceso a Regueras es por la carretera que une La Bañeza con Santa María del Páramo, tomando el desvío a la derecha a la altura del Puente Paulón. También es posible acceder por la carretera que une Regueras con Azares del Páramo, si bien esta última no es tan transitada como la primera.
El municipio de Regueras de Arriba es una de las colas de la extensa zona del Páramo Leonés. Sus tesos parameros se combinan con las tierras que baña el río Órbigo. Desde hace más de 40 años los antiguos altiplanos del ayuntamiento se convirtieron también en regadío con la llegada del agua del pantano de Barrios de Luna, lo que hizo de este municipio uno de los que más ha cambiado en su fisonomía económica con el revulsivo de los nuevos cultivos en grandes extensiones. Remolacha, maíz, cereal, entre otros, constituyen la principal riqueza agrícola de la zona. Su vínculo comercial es, fundamentalmente, con La Bañeza.

## Historia
Hasta 1857, la historia de Regueras de Arriba se encuentra vinculada a la de Cebrones del Río, municipio al que pertenecía esta población. En el censo de 1857 ya figura Regueras de Arriba como nuevo municipio. Su formación se produce por segregación de parte del territorio de Cebrones del Río e incluye las poblaciones de Regueras de Arriba (cabecera del nuevo municipio) y Regueras de Abajo.
Una referencia histórica a la población de Regueras de Arriba es la que se cita en el Diccionario geográfico-estadístico-histórico de España y sus posesiones de Ultramar de Pascual Madoz:

REGUERAS DE ARRIBA: v. en la provincia de León, part. jud. de La Bañeza, dióc. de Astorga, aud. terr. y e. g. de Valladolid, ayunt. de Cebrones del Río. SIT en una vega agradable y pintoresca; su clima es algo frío, pero sano. Tiene unas 420 CASAS; escuela de primeras letras; igl. parr. (San Salvador), servida por un cura de primer ascenso y presentación de cuatro voces mistas; y buenas aguas potables. Confina con Requejo de la Vega, La Bañeza y San Martín de Torres. El TERRENO es de buena calidad y de regadío en su mayor parte. Los CAMINOS son locales, excepto el que por Benavides dirige a Villaviciosa de la Ribera; recibe la CORRESPONDENCIA de la cab. del part. PROD.: granos, legumbres, lino, frutas y pastos; cría ganados y alguna caza y pesca. IND.: molinos harineros y telares de lienzos del país. POBLA.: 120 vec., 480 alm. CONTR.: con el ayuntamiento.

## Demografía
Cuenta con una población de 264 habitantes (INE 2024). Esta población se ve sustancialmente incrementada en los meses de verano con el retorno de muchas de las familias que abandonaron el pueblo en la década de los años 60-70 y que encuentran en estas tierras un lugar de ocio y esparcimiento para la época estival. En los últimos años se viene observando que, una vez concluida su vida laboral, parte de estas familias vuelven a establecer su domicilio en el pueblo, en unos casos de forma permanente y en otros pasando largas temporadas en él. Este hecho ha contribuido a acrecentar el ya de por sí paulatino envejecimiento poblacional.
| Gráfica de evolución demográfica de Regueras de Arriba entre 1857 y 2021 |
| |
| Población de derecho según los censos de población del INE. Población de hecho según los censos de población del INE. En 1857 aparece este municipio porque se segrega de Cebrones del Río. |

## Símbolos
El escudo heráldico municipal es cortado y medio partido. Primero de plata con dos chopos al natural, y entre ambos un manojo de lino también al natural, las tres piezas puestas en faja y sobre dos ondas de azur. Segundo, de sinople con un rollo de justicia, de oro. Y tercero de plata con un león de púrpura, armado, linguado, uñado y coronado de oro. Timbrado con la corona real española.
La bandera municipal tiene forma rectangular de proporciones 2:3 de color verde el paño y dividido al medio por franja azul flanqueada de blanco y bifurcada en dos franjas de igual color desde el centro a los vértices del batiente, con un triángulo rojo al batiente encastrado del escudo municipal.

## Cultura

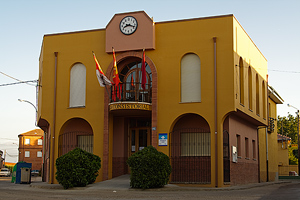
Casa consistorial

De su patrimonio histórico-cultural cabe destacar los dos templos parroquiales, el de Regueras de Arriba y el de Regueras de Abajo. Sus fiestas patronales se celebran el día de la Santísima Trinidad (el domingo siguiente a Pentecostés en el mes de junio) y el día Nuestra Señora del Rosario (7 de octubre). Es también de gran popularidad la fiesta en honor al turista que se celebra todos los años en Regueras de Abajo a comienzos de agosto.